# Ljeskovac (Chorwacja)
Ljeskovac – wieś w Chorwacji, w żupanii sisacko-moslawińskiej, w gminie Dvor. W 2011 roku liczyła 57 mieszkańców.